# 布鲁斯·埃尔梅格林
布鲁斯·戈登·埃尔梅格林（英語：Bruce Gordon Elmegreen，1950年2月24日—），美国天文学家。